# France aux Jeux olympiques de 1896
L'équipe de France olympique comptant 13 athlètes a remporté 11 médailles (5 en or, 4 en argent, 2 en bronze) lors de ces premiers Jeux olympiques de 1896 à Athènes, se situant à la 4e place des nations au tableau des médailles.

## Bilan général
| Place | Sport      | Médaille d'or, Jeux olympiques | Médaille d'argent, Jeux olympiques | Médaille de bronze, Jeux olympiques | Total |
| 1     | Cyclisme   | 4                              | 1                                  | 1                                   | 6     |
| 2     | Escrime    | 1                              | 2                                  | 0                                   | 3     |
| 3     | Athlétisme | 0                              | 1                                  | 1                                   | 2     |
| Total | Total      | 5                              | 4                                  | 2                                   | 11    |

## Liste des médaillés français

### Médailles d'or
| Sport              | Discipline                     | Sportifs                | Performance |
| Médailles d'or : 5 |                                |                         |             |
| Cyclisme           | 100 km piste                   | Léon Flameng            |             |
| Cyclisme           | Tour de piste contre la montre | Paul Masson             |             |
| Cyclisme           | Vitesse                        | Paul Masson             |             |
| Cyclisme           | 10 km piste                    | Paul Masson             |             |
| Escrime            | Fleuret                        | Eugène-Henri Gravelotte |             |

### Médailles d'argent
| Sport                  | Discipline                   | Sportifs          | Performance |
| Médailles d'argent : 4 |                              |                   |             |
| Athlétisme             | Triple saut (H)              | Alexandre Tuffère | 12,70 m     |
| Cyclisme               | 10 km piste                  | Léon Flameng      |             |
| Escrime                | Fleuret                      | Henri Callot      |             |
| Escrime                | Fleuret pour maîtres d’armes | Joanni Perronet   |             |

### Médailles de bronze
| Sport                   | Discipline | Sportifs         | Performance  |
| Médailles de bronze : 2 |            |                  |              |
| Athlétisme              | 1 500 m H  | Albin Lermusiaux | 4 min 36 s 0 |
| Cyclisme                | Vitesse    | Léon Flameng     |              |

## Épreuves

### Athlétisme
| Épreuves         | Place | Athlète               | Série        | Finale       |
| ---------------- | ----- | --------------------- | ------------ | ------------ |
| 100 mètres       | –     | Alphonse Grisel       | n.c.         | -            |
| 400 mètres       | –     | Alphonse Grisel       | n.c.         | -            |
| 400 mètres       | –     | Frantz Reichel        | n.c.         | -            |
| 800 mètres       | –     | Albin Lermusiaux      | 2 min 16 s 6 | Forfait      |
| 800 mètres       | –     | Georges de la Nézière | 3e           | -            |
| 1 500 mètres     | 3e    | Albin Lermusiaux      | -            | 4 min 37 s 0 |
| 110 mètres haies | –     | Frantz Reichel        | 2e           | Forfait      |
| Marathon         | 9e    | Sokratis Lagoudakis   | -            | n.c.         |
| Marathon         | –     | Albin Lermusiaux      | -            | abandon      |

| Épreuves         | Place | Athlète           | Résultat     |
| ---------------- | ----- | ----------------- | ------------ |
| Saut en longueur | –     | Alphonse Grisel   | n.c.         |
| Saut en longueur | –     | Alexandre Tuffère | 5,98 mètres  |
| Triple saut      | 2e    | Alexandre Tuffère | 12,70 mètres |
| Lancer du disque | –     | Alphonse Grisel   | n.c.         |

### Cyclisme

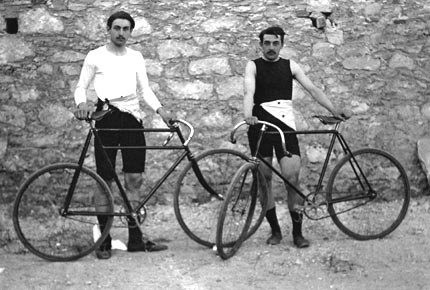
Paul Masson et Léon Flameng

La France a dominé les épreuves de cyclisme en remportant quatre des six médailles d'or mises en jeu. Lors des deux épreuves qui échappèrent aux cyclistes français, Léon Flameng et Paul Masson n'y participaient pas.
| Épreuves       | Place | Cycliste     | Temps             |
| -------------- | ----- | ------------ | ----------------- |
| 333 mètres     | 1er   | Paul Masson  | 24 s 0            |
| 333 mètres     | 5e    | Léon Flameng | 27 s 0            |
| 2 kilomètres   | 1er   | Paul Masson  | 4 min 58 s 2      |
| 2 kilomètres   | 3e    | Léon Flameng | n.c.              |
| 10 kilomètres  | 1er   | Paul Masson  | 17 min 54 s 2     |
| 10 kilomètres  | 3e    | Léon Flameng | 17 min 54 s 2     |
| 100 kilomètres | 1er   | Léon Flameng | 3 h 08 min 19 s 2 |

### Escrime

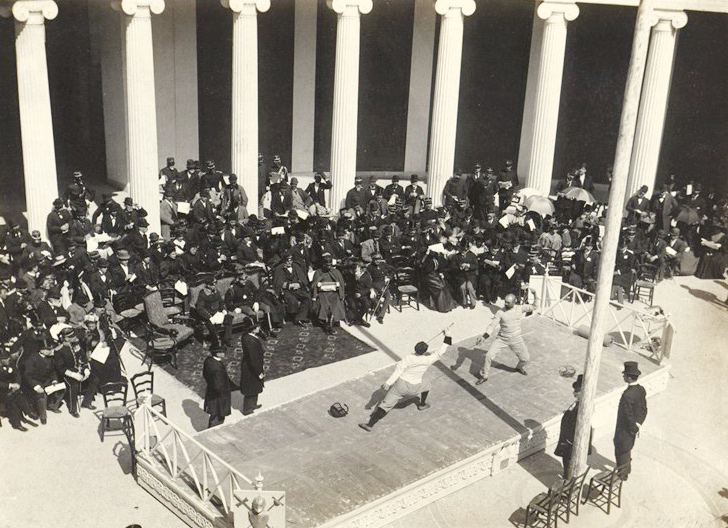
Escrime aux Jeux olympiques de 1896

| Épreuves        | Place | Escrimeur               | Résultats | Résultats | Touches | Touches | Groupes        | Finale        |
| Épreuves        | Place | Escrimeur               | Victoires | Défaites  | Pour    | Contre  | Groupes        | Finale        |
| --------------- | ----- | ----------------------- | --------- | --------- | ------- | ------- | -------------- | ------------- |
| Fleuret         | 1er   | Eugène-Henri Gravelotte | 4         | 0         | 12      | 7       | 1er Groupe B   | vainqueur 3-2 |
| Fleuret         | 2e    | Henri Callot            | 3         | 1         | 11      | 7       | 1er Groupe A   | défaite 3-2   |
| Fleuret         | 5e    | Henri Delaborde         | 1         | 2         | 5       | 8       | 3e Groupe A    | -             |
| Masters fleuret | 2e    | Jean Maurice Perronet   | 0         | 1         | 1       | 3       | pas de groupes | défaite 3-1   |

### Gymnastique
Grisel fit le concours de barres parallèles. Le jury ne donna pas de notes mais attribua seulement le classement du podium.
| Épreuves          | Place | Gymnaste        |
| ----------------- | ----- | --------------- |
| barres parallèles | –     | Alphonse Grisel |

### Tennis
Seul le nom de famille du joueur de tennis français de ce tournoi olympique est connu : Defert. Il fut éliminé au premier tour du tournoi en simple.
| Épreuves      | Place | Joueurs   | Résultat |
| ------------- | ----- | --------- | -------- |
| Simple hommes | 8e    | J. Defert | 1er tour |

### Tir
Lermusiaux fit le concours au pistolet d'ordonnance à 200 mètres. Son classement final n'est pas connu.
| Épreuves                           | Place | Tireur           |
| ---------------------------------- | ----- | ---------------- |
| pistolet d'ordonnance à 200 mètres | –     | Albin Lermusiaux |

## Sources
- Lampros, S.P.; Polites, N.G.; De Coubertin, Pierre; Philemon, P.J.; & Anninos, C., The Olympic Games: BC 776 - AD 1896, Athènes, Charles Beck, 1897 ()
- Bill Mallon et Ture Widlund, The 1896 Olympic Games. Results for All Competitors in All Events, with Commentary, Jefferson, McFarland, 1998,  (ISBN 0-7864-0379-9) ()